# Spiktjärnen (Råneå socken, Norrbotten, 735953-178123)
Spiktjärnen är en sjö i Bodens kommun i Norrbotten och ingår i Råneälvens huvudavrinningsområde.